# Romeinse kaars

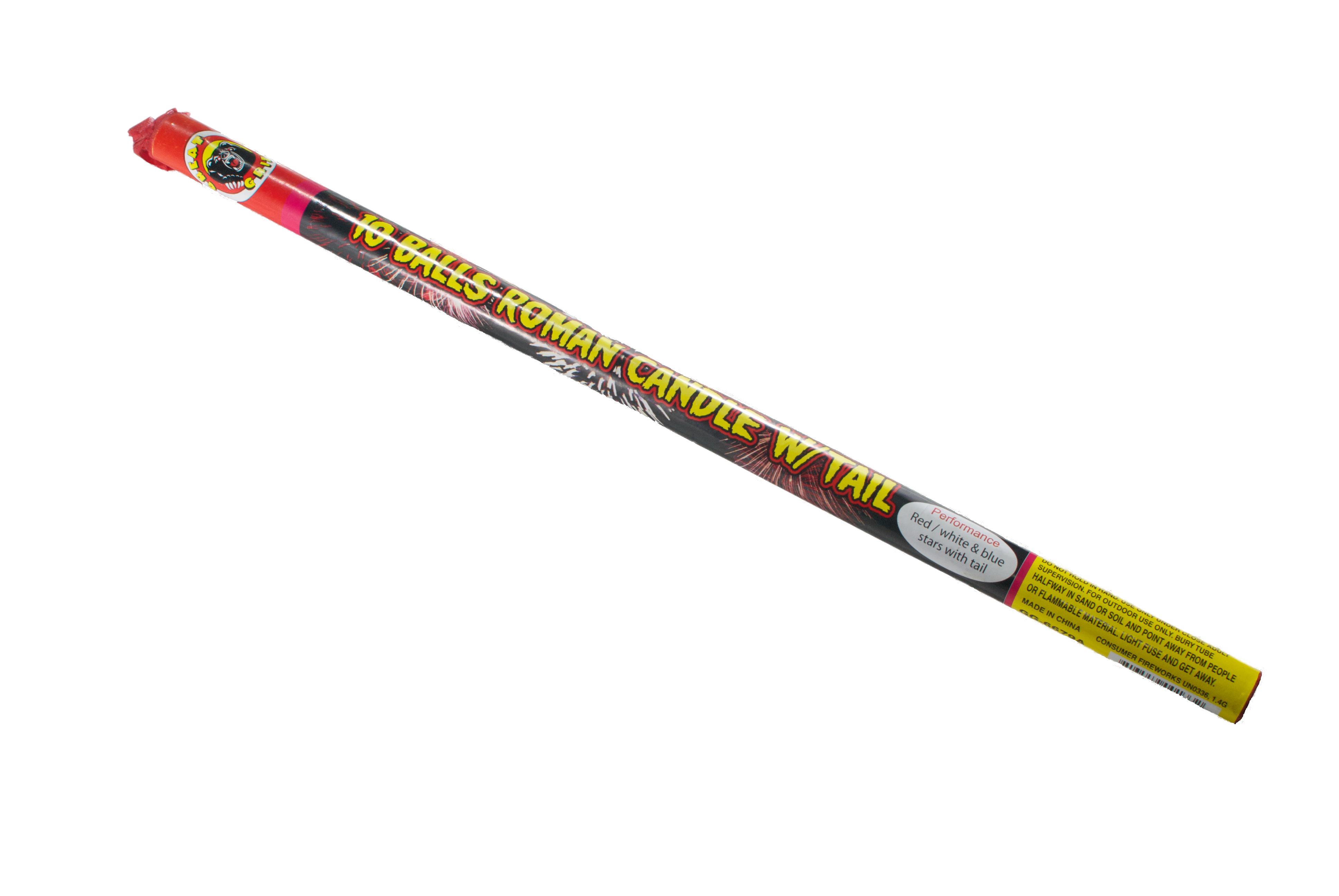
Een romeinse kaars

Een romeinse kaars is een type vuurwerk dat bestaat uit een lange, papieren koker die lagen met gekleurde kogeltjes bevat. Wanneer het vuurwerk wordt ontstoken schieten de kogeltjes per laag uit de koker.
Romeinse kaarsen zijn in bepaalde landen, waaronder Finland en Nederland, verboden omdat ze persoonlijke ongelukken kunnen veroorzaken.

## Werking

De structuur van een romeinse kaars

Een romeinse kaars is een stuk vuurwerk dat bestaat uit bentoniet, gekleurde kogeltjes en kruit. Het vuurwerk wordt aan de bovenkant aangestoken. Wanneer het vuur is aangekomen bij de gekleurde kogeltjes wordt de eerste laag kogeltjes afgevuurd door het kruit dat zich er bevindt. Dit kruit zorgt ervoor dat de kogeltjes gelanceerd worden. Daarna komt de vlam aan bij een laagje brandvertragend materiaal. Vervolgens wordt de tweede laag kogeltjes ontstoken, waarna dit proces zich herhaalt.
Het brandvertragende materiaal wordt bij sommige romeinse kaarsen ook wel vervangen door klei.